# Pierre Chazal

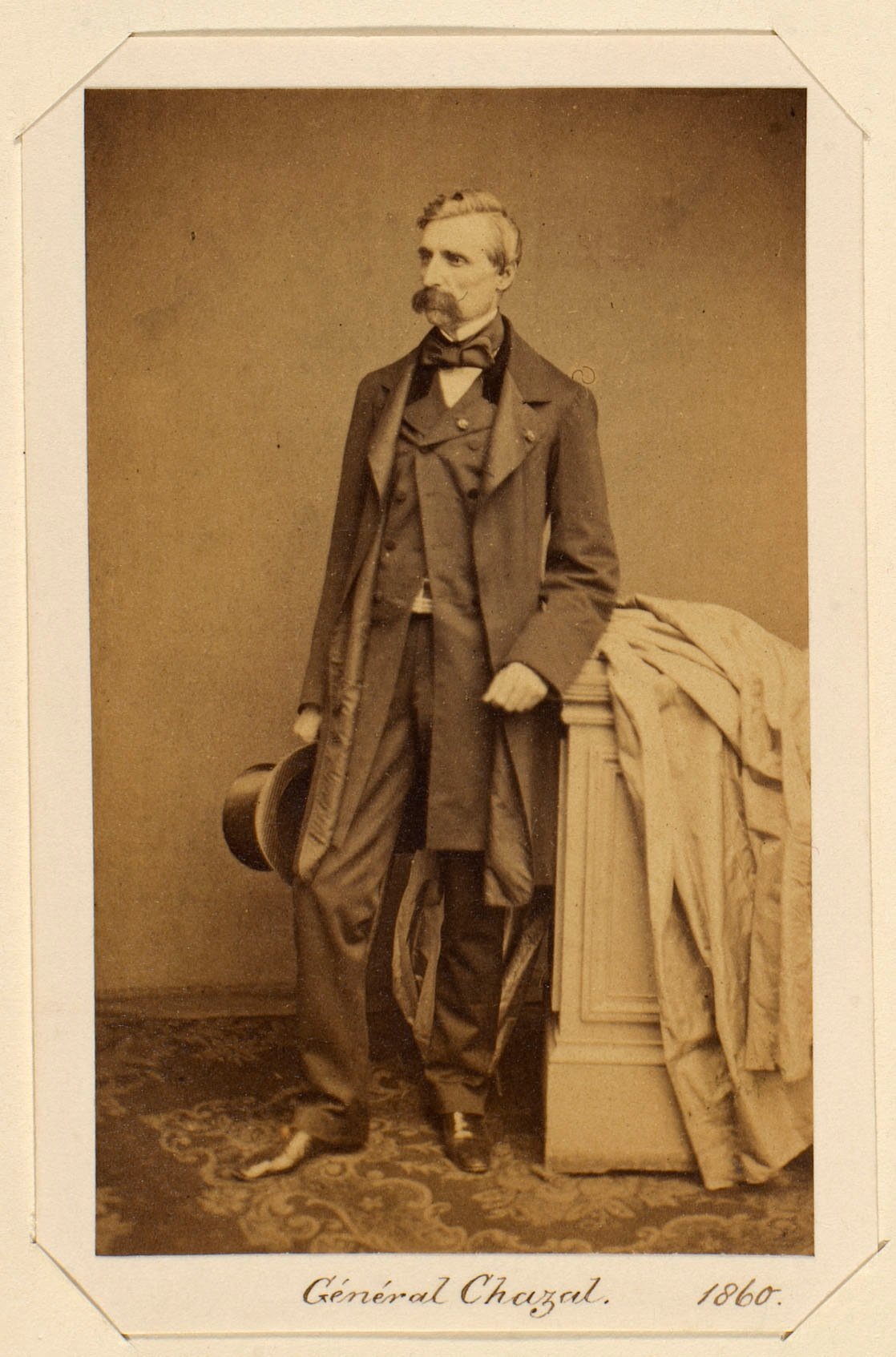
General Pierre Emmanuel Félix Chazal in 1860.

Pierre Emanuel Félix Baron Chazal (* 1. Januar 1808 in Tarbes, Département Hautes-Pyrénées; † 25. Januar 1892 in Pau, Département Pyrénées-Atlantiques) war ein französisch-belgischer General und Politiker.

## Leben
Chazal war der Sohn eines früheren Konventmitglieds, das während der Restauration in Belgien starb. Chazal wurde in Brüssel anfangs für den kaufmännischen Stand ausgebildet, nahm 1830 an der revolutionären Bewegung und am Krieg gegen Holland teil und avancierte rasch bis zum Generalintendanten der Armee. Nach der Umstrukturierung und Neuorganisation der belgischen Armee wurde er 1842 zum General zweiten und 1847 ersten Grades befördert.
In Anerkennung seiner Verdienste um die belgische Armee gewährte ihm die Kammer 1844 die große Naturalisation. Nach dem Sturz des klerikalen Kabinetts trat Chazal, der beständig ein Liberaler gewesen war, am 12. August 1847 in das Kabinett von Walthère Frère-Orban und Charles Rogier als Kriegsminister ein, welchen Posten er rühmlichst verwaltete, bis seine Opposition gegen die Herabsetzung des Militärbudgets und einige andere Umstände 1850 seinen Rücktritt veranlassten.
1859 wurde Chazal aufs Neue zum Kriegsminister ernannt. Sein Hauptverdienst war die Betreibung der Umschaffung Antwerpens zu einem starken Zentralplatz der Armee, in deren Realisierung er den Schlussstein der politischen Sicherheit des Landes sah.
Bei den stürmischen Debatten über die belgisch-mexikanische Legion im Beginn des Jahrs 1865 durch den Abgeordneten Jan Delaet beleidigt, forderte er denselben zum Duell heraus. Der am 8. April ausgeführte Zweikampf gab der Kammer Anlass, das Gesetz über Verfolgung von Verbrechen und Vergehen der Minister außerhalb ihrer Amtsführung zum Abschluss zu bringen.
Auf die Dauer war infolge davon Chazals Stellung nicht haltbar, und so schied er im November 1866 aus dem Ministerium aus, 1870 wurde er zum Generalleutnant und Befehlshaber der mobil gemachten Armeekorps, 1874 zum Kommandeur einer der beiden Militärbezirke ernannt. Doch nahm er bald seinen Abschied, legte alle seine Ämter nieder und diente nur noch König Leopold II. als Generaladjutant.
Dieser Artikel basiert auf einem gemeinfreien Text aus Meyers Konversations-Lexikon, 4. Auflage von 1888 bis 1890.
| Personendaten    | Personendaten                                       |
| ---------------- | --------------------------------------------------- |
| NAME             | Chazal, Pierre                                      |
| ALTERNATIVNAMEN  | Chazal, Pierre Emanuel Félix von                    |
| KURZBESCHREIBUNG | belgischer General                                  |
| GEBURTSDATUM     | 1. Januar 1808                                      |
| GEBURTSORT       | Tarbes im französischen Département Hautes-Pyrénées |
| STERBEDATUM      | 25. Januar 1892                                     |
| STERBEORT        | Pau                                                 |